# Suikermeloen
De suikermeloen (Cucumis melo) is een plant uit de komkommerfamilie (Cucurbitaceae) en al duizenden jaren bekend in Iran, India en Egypte. De Grieken en Romeinen kenden de meloen al. In de 15e eeuw bracht Karel VIII de meloen mee uit Italië.

## Algemeen
Meloen bevat veel caroteen: 0,1 tot 2,5 mg per 100 g. Hoe feller de oranje kleur, hoe meer caroteen de meloen bevat. Meloen bevat weinig energie (210 kJ per 100 g) en zeer veel water (88–95%). De vrucht bevat gemiddeld 25 mg vitamine C. Meloen is moeilijk verteerbaar en heeft een zeker laxerend effect.
Meloen is een oud cultuurgewas waarin in de loop van de tijd veel is veredeld. Hierdoor is er een grote variatie ontstaan en is het niet makkelijk om de rassen in te delen naar type. Desalniettemin wordt er een viertal meloentypen onderscheiden:
- Kanteloep-/kantaloepmeloenen. De naam is afgeleid van Cantalupo, een gehuchtje in de buurt van Rome, waar deze meloenen in de tuin van de paus werden geteeld. Ze zijn rond of iets afgeplat van vorm en zijn aan de buitenkant verdeeld in segmenten of bedekt met wratachtige knobbels. Het bekendste ras uit deze categorie is de charentais of cavaillon. Ook het ras Oranje Ananas behoort tot dit type en heeft ook oranje-geel vruchtvlees.
- Gladde meloenen, zoals honing- of suikermeloen. Dit type moet lang rijpen en wordt vooral in de winter aangevoerd. De Honeydew en de Amarillo liso uit Spanje zijn de bekendste.
- Netmeloenen zijn meloenen met een kurkachtig lichtbruin of wit netwerk op de schil. De schil zelf is glad of gesegmenteerd. De galiameloen is van dit type, heeft smaragdgroen vruchtvlees en komt oorspronkelijk uit Israël.
- Ogenmeloen is een kruising tussen een meloen van het kantaloeptype en een netmeloen.

In Nederland werd de meloen reeds rond 1900 onder platglas geteeld, maar na 1940 werd staand glas (kassen) steeds vaker gebruikt. De teelt gebeurt vlakvelds of aan touwen. Voor de bestuiving zijn bijen of hommels noodzakelijk.

## Volkstuinder
De volkstuinder kan meloenen, vooral Oranje Ananas, onder platglas telen. Al dan niet met een broeivoor. Met een broeivoor zijn de meloenen in juli en augustus rijp, zonder broeivoor in september. Zes weken na het maken van de broeivoor kunnen er de meloenplanten op geplant worden. In het begin moeten regelmatig de topjes van de groeischeuten weggehaald worden, waardoor er meer zijscheuten gevormd worden. Als de eerste vrouwelijke bloemen te zien zijn moet er flink gelucht worden, zodat de bijen en hommels de bloemen kunnen bestuiven. Met de hand bestuiven, door met behulp van een wattenstaafje het stuifmeel van de mannelijke bloemen over te brengen naar de vrouwelijk bloemen, is ook mogelijk. Als de kleine vruchten te zien zijn moet er voor de laatste keer water gegeven worden. Wanneer laat water wordt gegeven, gaan de vruchten op moment van rijping gemakkelijker scheuren.

## Rijpheid en smaak
Rijpe meloenen hebben een zoete geur en de onderkant van de meloen geeft dan mee als erop gedrukt wordt. De smaak van meloenen kan variëren en is mede afhankelijk van de zoetheid. Het klimaat, vooral de hoeveelheid zonneschijn en de bodemsamenstelling spelen hierbij een belangrijke rol. Meloenen zijn het hele jaar verkrijgbaar. In de wintermaanden zijn vooral de gladde meloenen goed verkrijgbaar.

## Wereldwijde productie
| Topproducenten van suikermeloen 2018 | Topproducenten van suikermeloen 2018 |
| Land                                 | Productie (ton)                      |
| ------------------------------------ | ------------------------------------ |
| China                                | 12.727.263                           |
| Turkije                              | 1.753.942                            |
| Iran                                 | 1.731.443                            |
| Kazachstan                           | 893.857                              |
| Verenigde Staten                     | 872.080                              |
| Egypte                               | 701.071                              |
| Spanje                               | 664.353                              |
| Guatemala                            | 623.405                              |
| Italië                               | 607.970                              |
| Mexico                               | 594.608                              |
| Brazilië                             | 581.478                              |

## Rassen
Vlakvelds werden in Nederland vroeger de volgende rassen gebruikt:
- Enkele net (suikergehalte 3-5%)
- Oranje Ananas (suikergehalte 8-12%)
- Witte suiker of Westlandse suiker (suikergehalte tot 15%)

Voor de teelt aan touw:
- Ogen (suikergehalte 8-12%)
- Ha'on (suikergehalte 8-12%)
- Overgen (suikergehalte 6-10%)

## Cultureel
In Turkmenistan is een feestdag ter ere van de meloen ingesteld. Deze valt jaarlijks op de tweede zondag van augustus.